# 柬埔寨國家保險公司
柬埔寨國家保險公司（英語：Cambodian National Insurance Company、CAMINCO），在1990年成立首家柬埔寨保險企業，由柬埔寨皇室政府与私人合资，其中政府持有25%股權。
總部位於柬埔寨金邊。專營汽車、人壽各類產品重點。

## 連結
- CAMINCO.com.kh （页面存档备份，存于）